# Vrani (gmina)
Vrani – gmina w Rumunii, w okręgu Caraș-Severin. Obejmuje miejscowości Vrani, Ciortea i Iertof. W 2011 roku liczyła 1070 mieszkańców.